# 롤라 베시스
롤라 베시스(Lola Bessis, 1992년 11월 30일 ~ )는 프랑스의 배우, 영화 각본가, 영화 감독이다.